# Cabezuela del Valle
Cabezuela del Valle es un municipio y localidad española de la provincia de Cáceres, en la comunidad autónoma de Extremadura. Con una población de 2127 habitantes (INE 2024), es el municipio más poblado de la comarca del Valle del Jerte. Está ubicado en la carretera N-110, entre Navaconcejo y Jerte, y a unos treinta kilómetros de Plasencia. Es atravesado por el río Jerte y su altitud es de 515 metros sobre el nivel del mar. Su casco histórico está declarado conjunto histórico-artístico. En el término municipal se encuentran los restos del despoblado de Vadillo. 

## Toponimia
El término "Cabezuela" tiene varios significados según el Diccionario de la lengua española de la ASALE, pero según dicho diccionario todos derivan del diminutivo de cabeza, otra palabra que también es ampliamente polisémica. En el caso de esta localidad, su nombre tras la repoblación de la Reconquista fue inicialmente La Aldea, pero en el siglo XIII pasó a llamarse Cabezuela. El nombre implantado en el siglo XIII hacía referencia a que está situada sobre un montículo, a 515 m de altitud, ya que en la oronimia se hace referencia al montículo con el término "cabeza".
Por otra parte, el añadido "del Valle" se incluyó en el siglo XX y hace referencia a su posición geográfica en el valle del Jerte. Hasta la reforma de la nomenclatura municipal de 1916 el municipio se llamaba simplemente Cabezuela. En dicha fecha su nombre fue modificado por el de Cabezuela de la Sierra, topónimo que fue rectificado de nuevo a finales del mismo año por el de Cabezuela del Valle. El fin de la reforma era el de añadir palabras a los nombres de municipios homónimos para distinguirlos entre sí.
Cabezuela del Valle no es la única localidad de España que lleva el nombre de "Cabezuela", pues en la provincia de Segovia hay un municipio llamado simplemente Cabezuela y también hay otras cuatro localidades con dicho nombre que no tienen ayuntamiento propio: Las Cabezuelas en el municipio madrileño de Guadarrama, Cabezuela en el municipio murciano de Caravaca de la Cruz, Cabezuela de Salvatierra en el municipio salmantino de Guijuelo y La Cabezuela en el municipio valenciano de Cortes de Pallás. Además, en Calvarrasa de Abajo hay un lugar despoblado llamado La Cabezuela.
En cuanto al gentilicio, para referirse a los habitantes de este municipio puede usarse el término "cabezueleños", que también es el gentilicio de la Cabezuela segoviana. También se usa la variante "cabezolueños o cabezoleños”.

## Símbolos
El escudo y la bandera de Cabezuela del Valle fueron aprobados mediante la "Orden de 23 de junio de 1988, de la Consejería de Presidencia y Trabajo, por la que se aprueba el Escudo Heráldico y la Bandera Municipal del Ayuntamiento de Cabezuela del Valle (Cáceres)", publicada en el Diario Oficial de Extremadura el 5 de julio de 1988 luego de haber aprobado el expediente el pleno municipal el 15 de octubre de 1987 y haber emitido informe la Real Academia de la Historia el 10 de junio de 1988. El escudo se blasona oficialmente así:

Partido. Primero, de oro, un roble arrancado de sinople. Segundo, de plata un león rampante de gules, coronado de oro. Al timbre corona real cerrada.

La descripción textual de la bandera es la siguiente:

Bandera partida: Primero, amarillo, un roble arrancado de sus colores (sic). Segundo, blanco, con un león rampante rojo, coronado de amarillo.

## Geografía

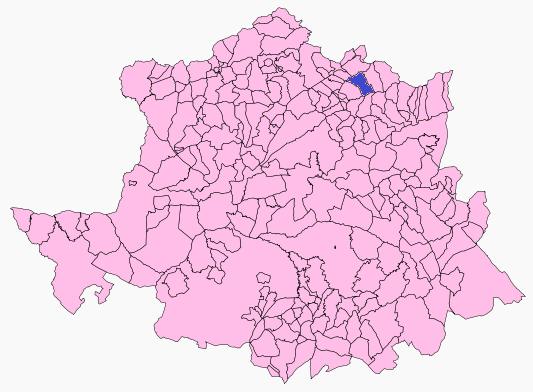
En azul, término municipal de Cabezuela del Valle. En rosa, el resto de municipios de la provincia de Cáceres

Cabezuela del Valle se sitúa en la comarca del valle del Jerte, en el noroeste de Extremadura. Se encuentra a 33 km de la ciudad de Plasencia y a 109 km de la capital provincial, Cáceres. La villa está representada, dentro de las series cartográficas del Instituto Geográfico Nacional de España, en la hoja MTN50 número 576 y en la MTN25 número 576-3. Sus coordenadas son 40°11′N 5°48′O / 40.183, -5.800. El término municipal está atravesado por la carretera N-110 entre los pK 369 y 373, además de por una carretera local que conecta con el municipio de Hervás, en el valle del Ambroz. 
Topográficamente, Cabezuela del Valle se sitúa en una zona abrupta y quebrada en la parte occidental de la sierra de Gredos. El río Jerte forma en su curso alto un profundo valle, el valle del Jerte, en el cual el río discurre desde el noreste hacia el suroeste. Las sierras que marcan los límites de este valle en esta parte alta son la sierra de Candelario al noroeste y la sierra de Tormantos al sureste.
La altitud oscila entre los 1847 m (pico Valdeamor), en los Montes Tras La Sierra, en el límite con Hervás, y los 480 m a orillas del río Jerte. El pueblo se alza a 515 m sobre el nivel del mar. 
El término municipal de Cabezuela del Valle limita con los siguientes municipios:
| Noroeste: Gargantilla | Norte: Hervás | Noreste: Jerte            |
| Oeste: Navaconcejo    |               | Este: Jerte               |
| Suroeste: Navaconcejo | Sur: Piornal  | Sureste: Garganta la Olla |

### Hidrografía

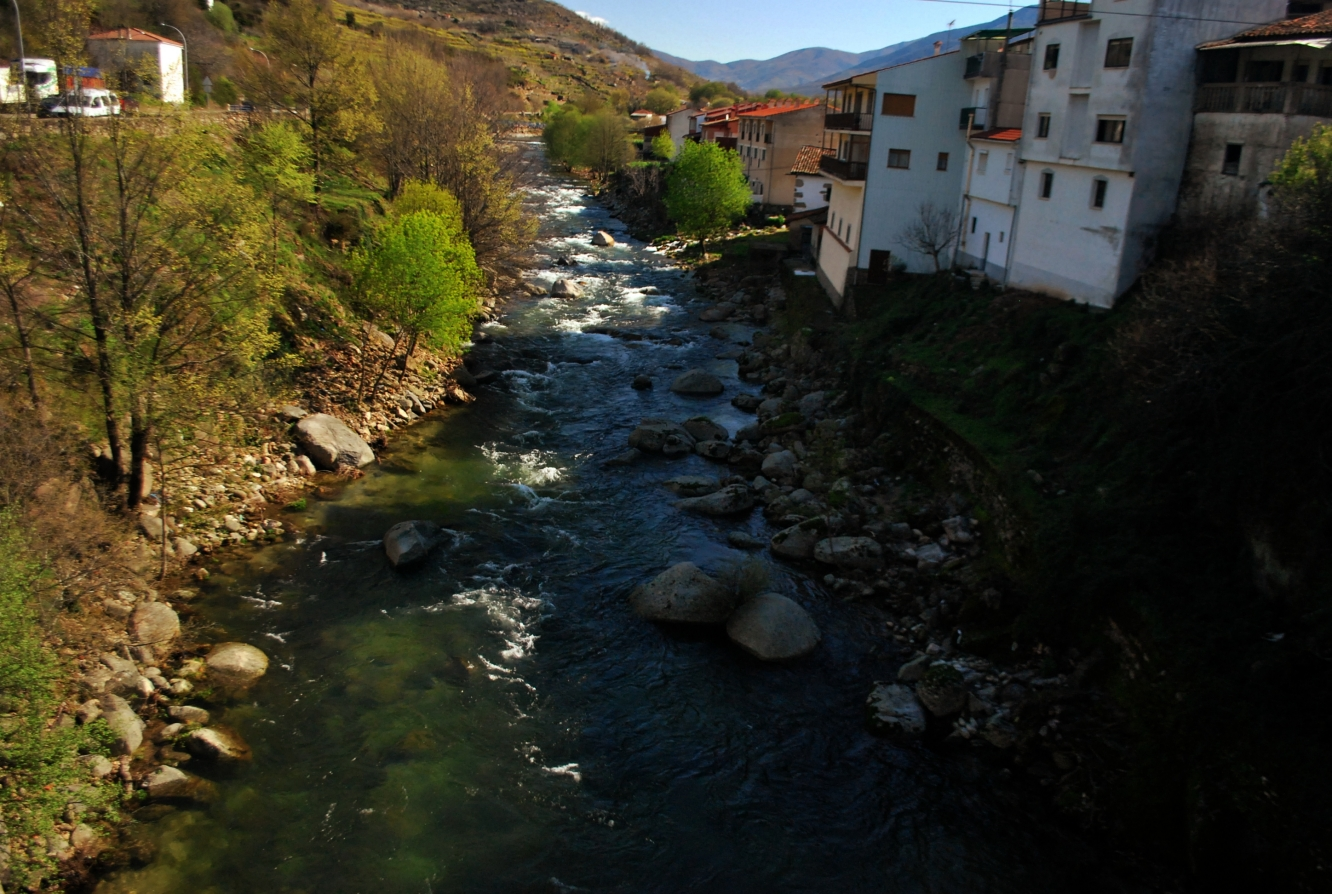
Río Jerte a su paso por Cabezuela del Valle, entre la carretera nacional 110 y la calleja de la Fuente los Caños

Prácticamente todo el término municipal se encuentra en la cuenca hidrográfica del río Jerte, afluente del río Alagón que nace en la vecina localidad de Tornavacas y desemboca cerca de Galisteo. A su vez, el río Alagón es afluente del río Tajo. El principal afluente del Jerte en Cabezuela es la garganta de los Infiernos que desemboca en el límite municipal entre Cabezuela y Jerte. No hay embalses artificiales en el municipio.

En este punto[cita requerida] se encuentran tres piscinas naturales («Vao», «Pesquerona» y «Simón Grande»).

### Clima
Según la clasificación climática de Köppen, el clima es templado con verano seco y cálido. En el valle del Jerte, las precipitaciones medias anuales varían entre los 1000 y 1500 mm. La temperatura aumenta notoriamente entre los meses de mayo y agosto, lo cual va acompañado de un descenso de precipitaciones que provoca que los meses de julio y agosto sean secos. Enero y diciembre son los meses en los cuales hay menor temperatura.

## Historia

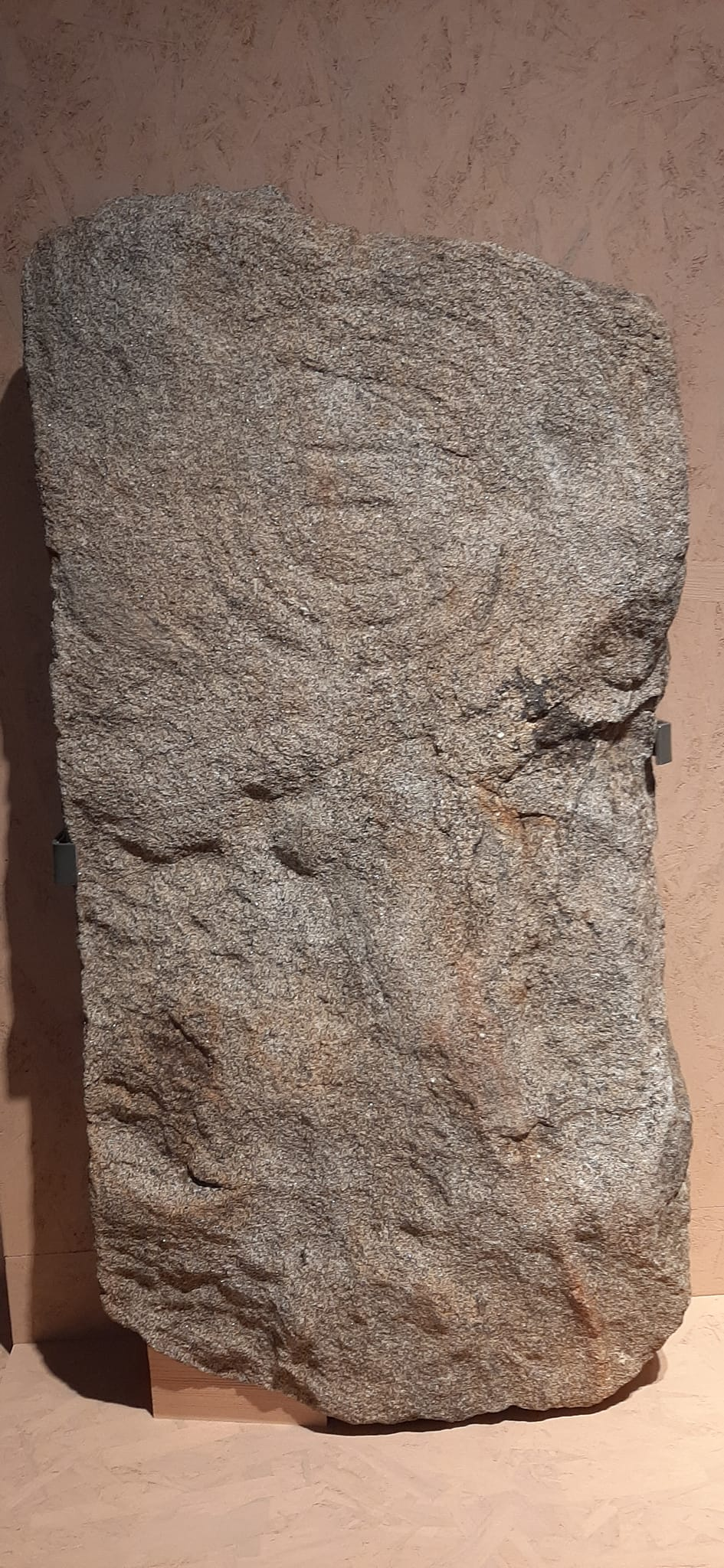
Estela decorada de Cabezuela del Valle (Museo Arqueológico de Cáceres)

Aunque el origen de la población es medieval, en la zona del Puerto de Honduras, se encontró una estela decorada en la que figuran un escudo, una espada, una lanza y un espejo y que actualmente se encuentra en el museo provincial de Cáceres.  Dicha estela, al igual que otras parecidas, se puede datar entre el Bronce Final y los inicios del Hierro, es decir, entre finales del siglo X o principios del IX hasta mediados del siglo VII a. C.

### Edad Media
Por lo demás, la población desarrolló verticalmente su urbanismo, desde un breve cerro en el que se fundó, en tiempos medievales, el primer núcleo poblacional La Aldea. Luego fue descendiendo por las laderas hasta detenerse en los altos bordes del Jerte, límite natural del caserío. Éste resulta muy pintoresco, con calles repinadas, vías laberínticas, callejones umbríos (calleja de la Cárcel o el Portal Viejo) que evocan su diseño medieval.

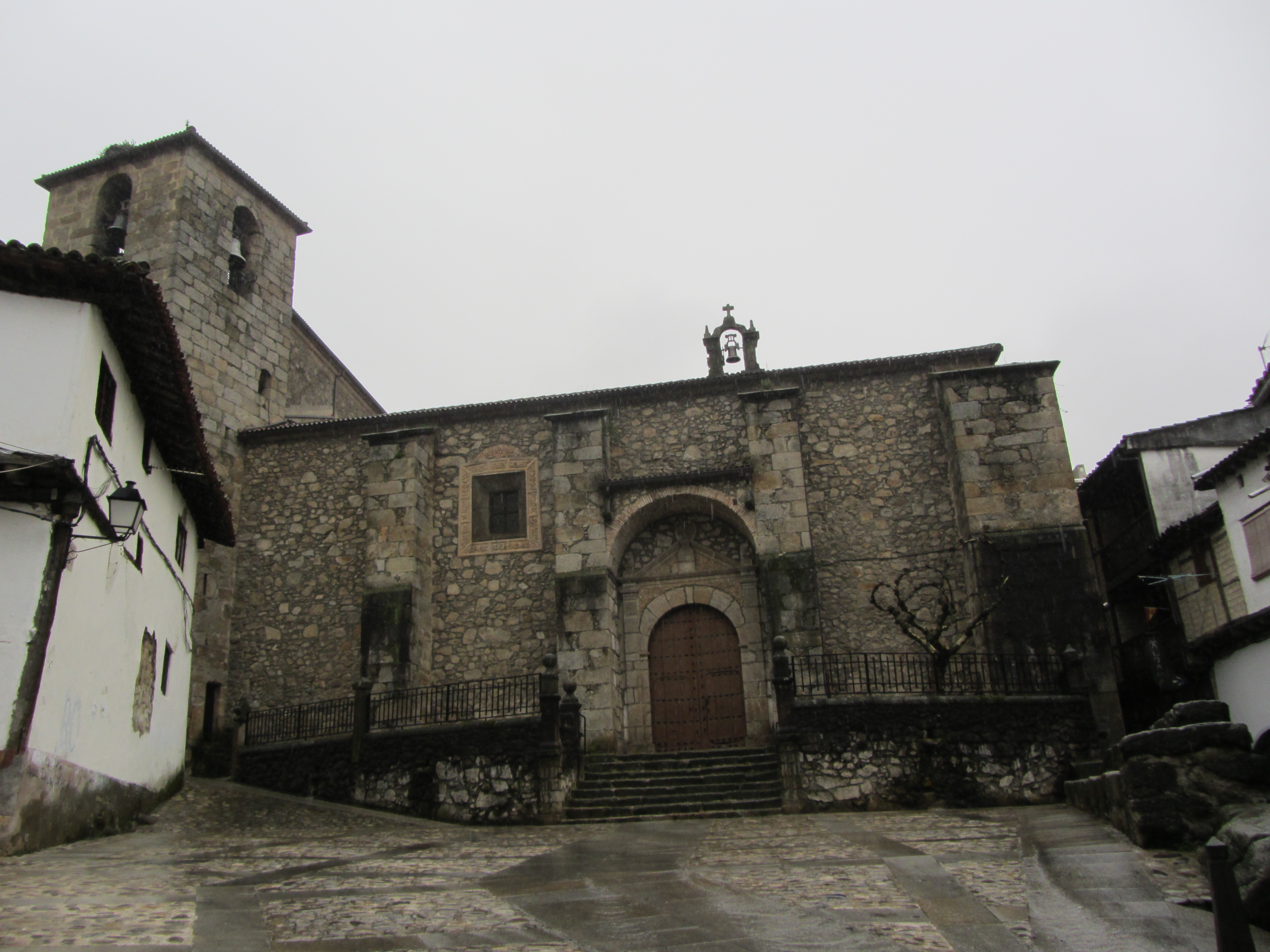
Iglesia de Cabezuela del Valle

La actual villa de Cabezuela del Valle perteneció en el Antiguo Régimen a la Tierra de Plasencia, y estaba dividida en dos poblaciones: Cabezuela y Vadillo. La primera se corresponde con el actual casco antiguo y la segunda se corresponde con un área actualmente semiurbanizada al noreste de la localidad.
Cabezuela contó en la Edad Media con una importante comunidad judía, que tuvo categoría de aljama y considerable poder económico. En el siglo XV se les quedaba estrecho el sitio, por lo cual algunas familias se mudaron a localidades cercanas como Jerte o Tornavacas. En 1491 los Reyes Católicos les concedieron la facultad de ampliar la aljama pero, antes de transcurrido un año de la autorización, tuvieron que optar entre la conversión forzosa o dejar sus viviendas recién adquiridas para marchar al exilio definitivo, obedeciendo el Decreto de Expulsión de 1492. Sobre la sinagoga se edificó la iglesia de San Miguel.

### Edad Moderna
En 1662, como consecuencia de los problemas económicos de la Corona, las hasta ahora aldeas placentinas de Cabezuela, Losar, Robledillo, Atalayuela, Toril y Majadas se constituyeron en villas mediante su venta al marqués de Serra. Las autoridades placentinas ejercieron su derecho de tanteo ante el Consejo Supremo de Hacienda y Cabezuela siguió perteneciendo a Plasencia, aunque ahora con el título de villa.
La Guerra de Restauración portuguesa afectó negativamente a la economía de la villa, que en el siglo XVII era una de las poblaciones más prósperas de la zona. En 1674, la crisis económica dio lugar a una polémica sobre cómo debía repararse la iglesia de la localidad, que amenazaba ruina como consecuencia de su antigüedad y de los recios temporales que se habían producido. Poco antes de esto, en 1660 se había hundido la ermita de Nuestra Señora y tuvieron que reconstruirla los vecinos con las limosnas. Entre 1681 y 1683 se hizo el actual retablo barroco de la iglesia de San Miguel.

### Edad Contemporánea
Durante la guerra de la Independencia, el 14 de abril de 1810 las tropas napoleónicas invadieron la villa entrando por el puente del norte, saqueando durante dos horas la población y matando a dos vecinos. Al intentar salir de la villa yendo hacia el puerto de Tornavacas, una tropa formada por fuerzas regulares españolas, guerrilleros y vecinos atacó a los franceses, dejando quince militares napoleónicos muertos y cuatro heridos. Ante la posibilidad de que los franceses quemaran Cabezuela en venganza como habían hecho el año anterior en Jerte, se envió desde Coria a cien soldados para proteger la villa. Este refuerzo militar impidió que el ejército francés volviese a atacar Cabezuela.
Frente a la buena defensa que se hizo de la villa de Cabezuela, la vecina localidad de Vadillo corrió peor suerte, pues en 1808 fue devastada por los franceses y quedó reducida a diez casas, quedando la localidad al borde del abandono. El hecho de que Vadillo era el lugar más palúdico del valle influyó para que no se reconstruyese debidamente tras su destrucción.
El 27 de mayo de 1823, en los últimos momentos del Trienio Liberal, se produjo una batalla entre liberales y absolutistas en las calles de la villa de Cabezuela, en la cual la victoria absolutista provocó el levantamiento de Plasencia contra el régimen constitucional dos días después. En aquella época, la vecina localidad de Vadillo era ya un lugar casi abandonado.
La muerte del rey Fernando VII en 1833 provocó la caída del Antiguo Régimen en España y ello dio lugar a la creación de los municipios modernos. A pesar de la escasa distancia entre Cabezuela y Vadillo y de la escasa población de este último, ambas poblaciones constituyeron cada una un municipio constitucional, dentro del partido judicial de Plasencia. No obstante, el municipio de Vadillo tuvo una duración escasa, ya que en 1837 el pueblo fue abandonado por sus vecinos como consecuencia de la primera guerra carlista. En Cabezuela hubo varios incidentes durante esa guerra, pues en diciembre de 1833 hubo un tiroteo nocturno entre absolutistas y liberales y en 1834 se produjo un alzamiento carlista en el municipio.

## Demografía
Cabezuela del Valle cuenta con una población de 2127 habitantes (INE 2024).
| Gráfica de evolución demográfica de Cabezuela del Valle entre 1842 y 2021 |
| |
| Población de derecho según los censos de población del INE Población de hecho según los censos de población del INEEn este censo se denominaba Cabezuela y Vadillo: 1842. En estos censos se denominaba Cabezuela: 1857, 1860, 1877, 1887, 1897, 1900 y 1910. |

Cabezuela del Valle cuenta con una población de 2250 habitantes según los datos del Instituto Nacional de Estadística para el año 2017 y es el municipio más poblado del valle del Jerte.
Núcleos de población
Según el nomenclátor, el municipio de Cabezuela del Valle sólo tiene un núcleo de población, que es la villa del mismo nombre. No obstante, una pequeña parte de la población del municipio, en torno a 100 habitantes del mismo, no vive en el casco urbano sino en lugares diseminados del término municipal:
|                               | 2002 | 2005 | 2008 | 2011 |
| ----------------------------- | ---- | ---- | ---- | ---- |
| Población en la villa         | 2216 | 2070 | 2058 | 2322 |
| Población en diseminado       | 94   | 103  | 90   | 106  |
| Población total del municipio | 2310 | 2173 | 2148 | 2428 |

Distribución por nacionalidad, sexo y edad
En el padrón de 2011, 162 de los 2428 habitantes del municipio eran extranjeros, lo que representa un 6.7 por ciento. Entre estos, había 115 rumanos, 24 marroquíes, 5 portugueses y el resto de otras nacionalidades. La distribución de la población total de Cabezuela por sexo y edad, con independencia de la nacionalidad, puede verse en la pirámide de población de la derecha.

## Administración y política

### Ayuntamiento
En la siguiente tabla se muestran los votos en las elecciones municipales de Cabezuela del Valle, con el número de concejales entre paréntesis, desde las primeras elecciones municipales democráticas:
| Año  | Año | Populares               | Socialistas                 | Izquierda         | Centro            | Regionalistas                  | Otros |
| ---- | --- | ----------------------- | --------------------------- | ----------------- | ----------------- | ------------------------------ | --- |
| 1979 |     | No se presentaron       | No se presentaron           | No se presentaron | UCD: 375 (3)      | No se presentaron              | Se presentaron dos agrupaciones de electores. Una de ellas ganó las elecciones con 777 votos y 6 concejales. La otra obtuvo 277 votos y 2 concejales. |
| 1983 |     | AP-PDP-UL: 501 (4)      | PSOE: 290 (2)               | BPEX: 163 (1)     | CDS: 216 (2)      | EU: 236 (2)                    | No hubo más candidaturas |
| 1987 |     | AP: 548 (5) PDP: 38 (0) | PSOE: 419 (3)               | IU: 214 (1)       | No se presentaron | EU: 216 (2)                    | No hubo más candidaturas |
| 1991 |     | PP: 333 (2)             | PSOE: 407 (3)               | IU: 207 (1)       | CDS: 637 (5)      | No se presentaron              | AIC: 56 (0) |
| 1995 |     | PP: 344 (2)             | PSOE: 552 (4)               | IU-LV: 196 (1)    | No se presentaron | EU-CREX-PREX: 582 (4)          | No hubo más candidaturas |
| 1999 |     | PP: 169 (1)             | PSOE: 488 (3)               | IU-CE: 79 (0)     | No se presentaron | CREX-PREX: 284 (2) EU: 269 (2) | AINE: 417 (3) |
| 2003 |     | PP: 359 (2)             | PSOE: 688 (5)               | IU-SIEX: 139 (1)  | No se presentaron | EU: 468 (3)                    | No hubo más candidaturas |
| 2007 |     | PP-EU: 425 (3)          | PSOE: 695 (5) SIEX: 458 (3) | IU: 85 (0)        | No se presentaron | EU en coalición con el PP      | No hubo más candidaturas |
| 2011 |     | PP-EU: 303 (2)          | PSOE: 582 (5) SIEX: 358 (3) | IU-V: 69 (0)      | No se presentaron | CEX: 154 (1)                   | No hubo más candidaturas |

| Periodo   | Nombre                                                               | Partido   |
| --------- | -------------------------------------------------------------------- | --------- |
| 1979-1983 | Jesús Castro Pérez                                                   | AE        |
| 1983-1987 | ¿?                                                                   | AP-PDP-UL |
| 1987-1991 | Antonio García Fernández                                             | PSOE      |
| 1991-1995 | ¿? (hasta 1992) Nemesio Castro Pérez (desde 1992)                    | PSOE CDS  |
| 1995-1999 | Evaristo García Santos                                               | PSOE      |
| 1999-2003 | Elía María Blanco Barbero                                            | PSOE      |
| 2003-2007 | Jesús Manuel de las Heras                                            | PSOE      |
| 2007-2011 | Antonio Domínguez                                                    | SIEX      |
| 2011-2015 | Jesús Manuel de las Heras (hasta 2012) Julián Pérez Rey (desde 2012) | PSOE SIEX |
| 2015-2019 | Natalio Núñez González                                               | PSOE      |

### Asociaciones de municipios
Mancomunidad
Cabezuela del Valle es la capital de la Mancomunidad Valle del Jerte, una mancomunidad que tiene competencias en diversos asuntos como, por ejemplo, conservación del patrimonio, gestión de actividades deportivas, establecimiento de servicios comunes de lucha contra incendios o fomento de actividades turísticas. La mancomunidad está inscrita en el Registro de Entidades Locales desde 1991 y tiene su sede en el paraje de la Virgen de Peñas Albas, cerca de las ruinas del antiguo despoblado de Vadillo. Cuenta con 11 municipios asociados.
Comarca
El territorio de la mancomunidad se corresponde con la comarca del valle del Jerte, a la cual pertenecen sus 11 municipios, por lo cual no hay un órgano administrativo de gestión comarcal aparte de la mancomunidad. No obstante, la mancomunidad realiza parte de su actuación de desarrollo comarcal a través de la Sociedad para la Promoción y Desarrollo del Valle del Jerte, una sociedad de responsabilidad limitada sin ánimo de lucro en la cual la mancomunidad posee el 35% del capital social. Dicha sociedad tiene su sede en el vecino municipio de Navaconcejo.
Administración judicial
Pertenece al partido judicial de Plasencia desde que éste se constituyó como partido judicial contemporáneo en 1834. Dentro del partido, es capital de una secretaría de agrupación de juzgados de paz de la que forman parte cuatro municipios: Cabezuela, Jerte, Navaconcejo y Tornavacas.

## Economía

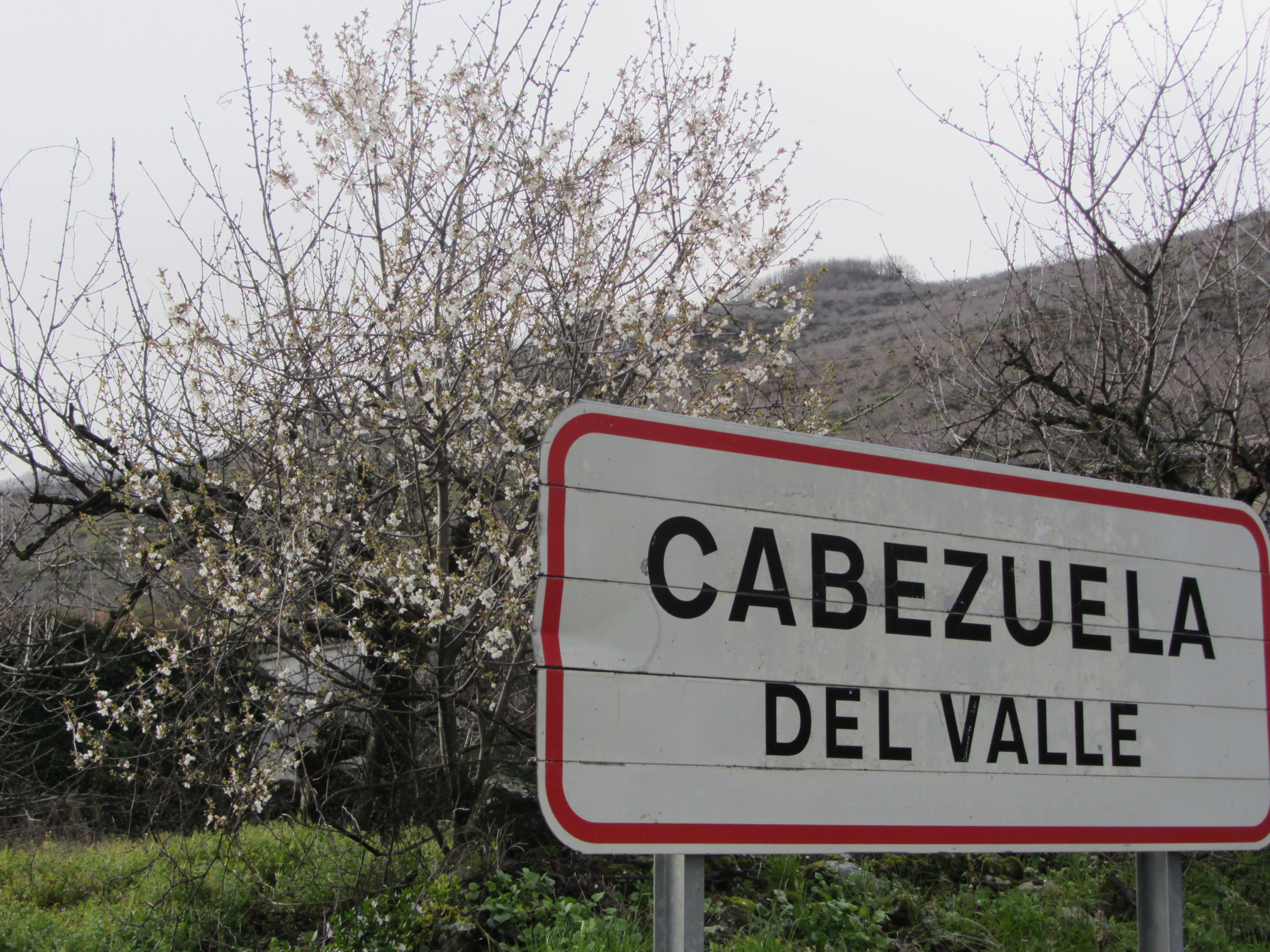
Cartel de entrada al pueblo con un cerezo en flor detrás

La economía del municipio se basa principalmente en la agricultura, destacando el cultivo de la cereza del Jerte.
En cuanto al sector secundario, en 2013, según el anuario económico de la Caixa, el municipio tenía 8 empresas de industria y 19 de construcción.
Dentro de ambos sectores, el municipio se encuentra dentro de la zona de producción y elaboración de seis productos alimentarios con denominación de origen o indicación geográfica protegida: Aceite Gata-Hurdes, Cereza del Jerte, Carne de Ávila, Cordero de Extremadura, Ternera de Extremadura y Jamón Dehesa de Extremadura.
En cuanto a la actividad comercial, la ciudad comercial más próxima es Plasencia, en cuya área comercial se encuentra Cabezuela, si bien existe cierta gravitación comercial hacia El Barco de Ávila. Pese a no ser cabecera de área comercial, en 2013 el municipio de Cabezuela del Valle tenía diversos establecimientos comerciales: 4 oficinas de entidades de depósito, 21 actividades de restauración y bares, 28 actividades comerciales mayoristas y 29 actividades comerciales minoristas.

## Servicios

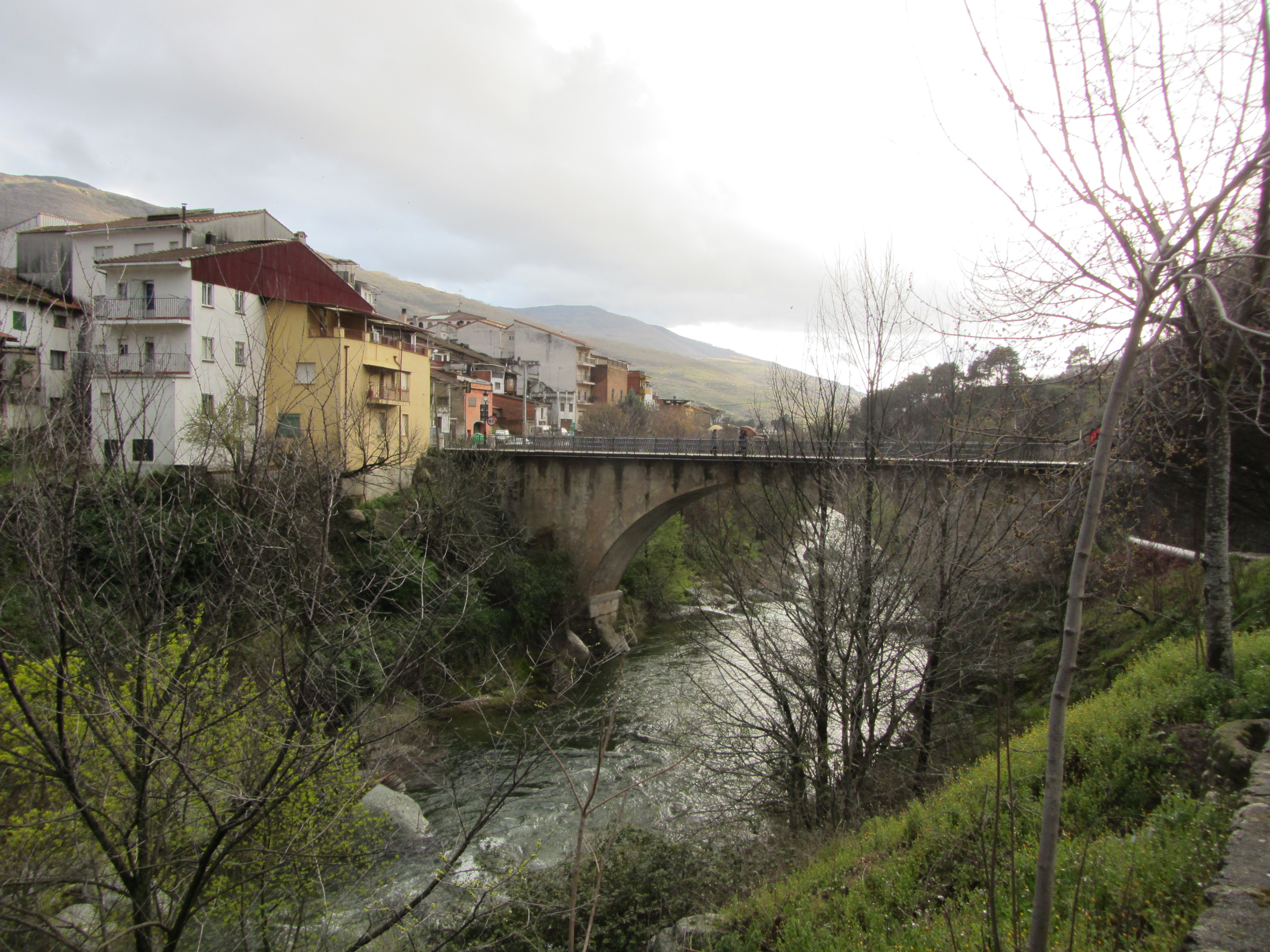
Puente de la N-110 sobre el río Jerte

Comparte instituto de educación secundaria con Navaconcejo, el IES Valle del Jerte. También hay en el pueblo un centro de salud.

### Carreteras
Está comunicada a través del puerto de Honduras con Hervás y a través de la carretera nacional N-110 con Plasencia por un lado y con la provincia de Ávila (comunidad de Castilla y León) por el otro. De esta carretera, finalizada su construcción a su paso por el municipio a principios del siglo XX, destaca el puente de un solo ojo, la que puede ser considerada la obra de ingeniería más importante de la construcción de la carretera de Plasencia a El Barco de Ávila a su paso por el Valle del Jerte.
El puerto de Honduras constituye la carretera más elevada de todo el territorio extremeño.

## Patrimonio

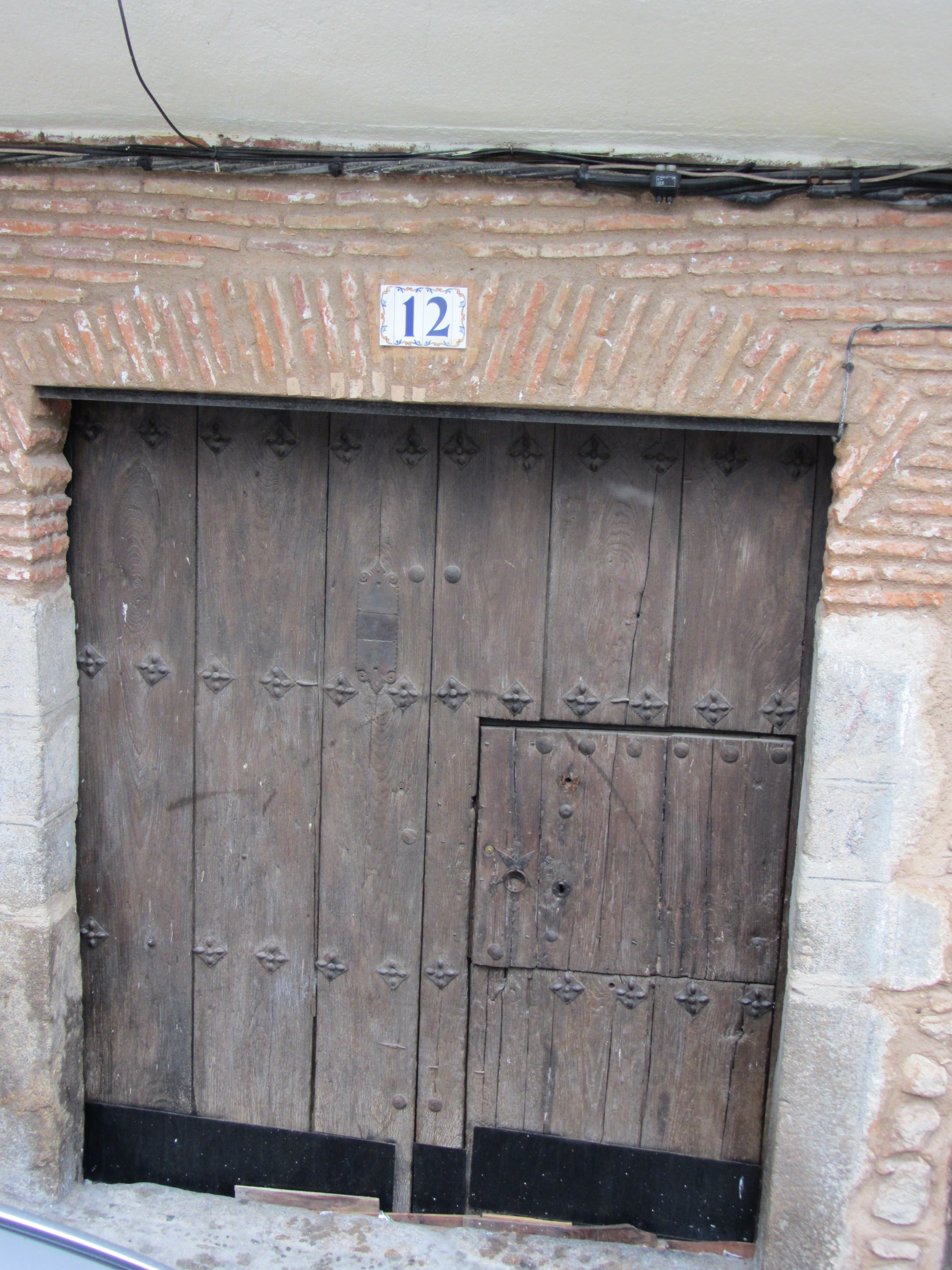
Puerta típica

Su casco histórico rompe la estructura lineal de las demás villas, y presenta una forma urbanística triangular. Está declarado conjunto histórico-artístico. La calle principal está constituida por una vía paralela al río, dividida en tres tramos: calle del Puente, la plaza y calle del Hondón, en cuyo extremo se levanta un artístico crucero. En esta calle tienen asiento los edificios de mejor porte, bastante de ellos con fachadas de sillares, en las que se exhiben escudos nobiliarios, símbolos, anagramas y leyendas pías. La renovada casa consistorial tiene una hornacina en su balcón donde se hospeda el busto de un insigne cabezueleño, José María Muñoz, filántropo famoso en la anterior centuria. El Ayuntamiento se corona con esbelta espadaña relojera. Llaman la atención los amplios asoportalamientos que se desarrollan en uno de los laterales de la plaza. Al resguardo de los profundos portales se celebran animados mercadillos cada viernes.

### Iglesia de San Miguel Arcángel
La iglesia de San Miguel Arcángel es una iglesia parroquial católica en la diócesis de Plasencia, arciprestazgo de Cabezuela del Valle. Se encuentra asentada sobre el solar de la que fuera sinagoga de los hebreos, donada por merced regia al concejo cabezueleño en 1494. Posee una sola nave dividida a su vez en cuatro tramos. Su aspecto robusto está reforzado por cinco contrafuertes al exterior que, en el interior, se corresponden con arcos fajones. Con coro a los pies y un retablo barroco en la cabecera completamente dorado, que posee una gran calidad artística, y se debe al entallador castellano Juan de Arenas, realizado entre los años 1681-1683. Los dos accesos son bastantes sobrios, sin apenas decoración. La torre de campanas adosada a la construcción es más antigua que el resto de la obra.

### Ermitas
Otras construcciones religiosas son las ermitas, todas pertenecientes al período barroco (siglo XVIII). La más importante, tanto por su riqueza artística como por la devoción de las gentes de Cabezuela, es la de su patrona: La Virgen de Peñas Albas. Destaca en esta ermita el retablo, las pinturas de la bóveda y la propia imagen de la Virgen. La arquitectura exterior es bastante sobria.

### Museo de la Cereza
El Museo de la Cereza se ubica en una casa típica verata, rehabilitada pero respetando su forma tradicional. De esta manera en un espacio tradicional se muestra la historia del cultivo de la cereza a través de recursos interactivos y recreaciones, además que ofrece información de la Fiesta de El Cerezo en Flor declarada de Fiesta de Interés Turístico Nacional. Este museo pertenece a la red de Museos de Identidad de Extremadura.

## Cultura

### Fiestas

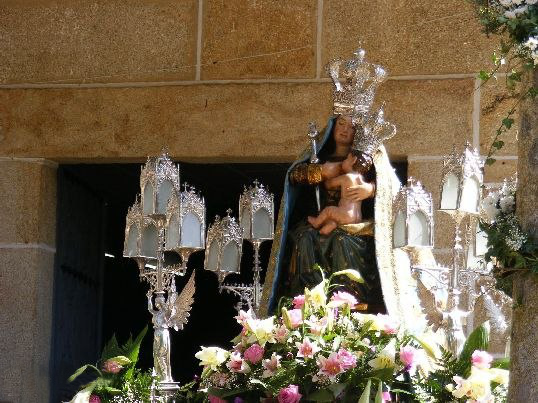
Virgen de Cabezuela del Valle

Dentro de las fiestas populares es interesante destacar: «El Santo Encuentro», «Jesús Resucitado», «El Aleluya», se encuentra con su madre «La Virgen de los Dolores», justo antes de quemar a Judas. Y «La Quema del Judas», monigote relleno de paja, pólvora y petardos, que es paseado por todo el pueblo. Se le prende fuego el Sábado de Gloria a las doce de la noche en las orillas del Jerte.
Las principales fiestas del municipio son:
- El Cerezo en Flor, marzo
- 25 de marzo: Nuestra Señora de Peñas Albas.
- Media noche del Sábado Santo: Santo Encuentro y Quema de Judas.
- 25 de julio: Santiago Apóstol.
- 26 de julio: Santa Ana.
- 8 de septiembre: Feria de Ganado.

### Medios de comunicación
El municipio recibe la señal de la TDT desde el repetidor de televisión de Navaconcejo.